# Hocco
Cracinae
Sous-famille
Les Cracinae (ou Cracinés en français) sont une sous-famille d'oiseaux constituée de quatre genres et de quatorze espèces existantes de hoccos. Ce sont des oiseaux endémiques des forêts de la zone néotropicale d'Amérique du Sud. Ceux-ci ont été élevés en France au XIXe siècle pour leur chair très appréciée, mais cet élevage n'a pas perduré.

## Liste alphabétiques des genres
- Crax Linnaeus, 1758 (7 espèces)
- Mitu Lesson, 1831 (4 espèces)
- Nothocrax Burmeister, 1856 (1 espèce)
- Pauxi Temminck, 1813 (2 espèces)

## Liste des espèces
D'après la classification de référence (version 2.2, 2009) du Congrès ornithologique international (ordre phylogénique) :
- Nothocrax urumutum – Hocco nocturne
- Mitu tomentosum – Hocco de Spix
- Mitu salvini – Hocco de Salvin
- Mitu tuberosum – Hocco tuberculé
- Mitu mitu – Hocco mitou
- Pauxi pauxi – Hocco à pierre
- Pauxi unicornis – Hocco unicorne
- Crax rubra – Grand Hocco
- Crax alberti – Hocco d'Albert
- Crax daubentoni – Hocco de Daubenton
- Crax alector – Hocco alector
- Crax globulosa – Hocco globuleux
- Crax fasciolata – Hocco à face nue
- Crax blumenbachii – Hocco de Blumenbach